# ROSA Linux
 (juin 2018).
Si vous disposez d'ouvrages ou d'articles de référence ou si vous connaissez des sites web de qualité traitant du thème abordé ici, merci de compléter l'article en donnant les références utiles à sa vérifiabilité et en les liant à la section « Notes et références ».
ROSA linux est une distribution Linux et système d'exploitation linux, développée par la société russe LLC NTC IT ROSA. Elle est disponible en trois éditions différentes : ROSA Desktop Fresh, ROSA Enterprise Desktop et ROSA Enterprise Linux Server, les deux dernières étant destinées aux utilisateurs professionnels. Les éditions pour desktop contiennent des logiciels propriétaires tels que Adobe Flash Player, les codecs et Steam.
ROSA Desktop Fresh R10, la version la plus récente de décembre 2017, est disponible avec trois environnements de bureau : KDE Plasma 4, KDE Plasma 5 et LXQt. Elle contient aussi des sources ouvertes développées par ROSA-même, comme l'éditeur d'image de ROSA ou son Media Player. ROSA Linux a été certifiée par le Ministère de la Défense russe.
ROSA est à l'origine un fork de l'ancienne distribution linux Mandriva et depuis lors a été développée indépendamment.
La société ROSA a été fondée au début de l'année 2010, et a lancé la première version de son système d'exploitation en décembre 2010.
Initialement destinée aux utilisateurs d'entreprise, mais à la fin de 2012 ROSA a commencé sa distribution orientée vers l'utilisateur final, le « desktop fresh ».  Avant sa faillite, Mandriva avait développé sa dernière version avec ROSA. Mandriva 2011 avait également été basée sur ROSA.
Malgré le fait que sa popularité principale est sur le marché russophone, ROSA desktop a reçu une appréciation favorable de plusieurs publications en ligne à l'extérieur de la Russie. Le site technologique allemand golem.de a félicité ROSA pour sa stabilité et son support matériel, tandis que linuxinsider.com appelé ROSA « une puissance ».